# Велум
Велум (лат. velum — парус) — в иконописи ткань (обычно красного цвета), перекинутая в виде полога между двумя архитектурными сооружениями. В некоторых иконах («Рождество Богородицы», «Введение во храм Пресвятой Богородицы», «Благовещение Пресвятой Богородицы», «Сретение» и др.) символизирует собой преобразовательную связь между Ветхим и Новым Заветами, а также то что действие разворачивается вдали от глаз, тайно или в помещении.
Иконография велума восходит к античности, он является отголоском театральных декораций.
Часто велум обозначает, что действие происходит внутри изображённого здания.